# Эльгуквуваамкай
Эльгуквуваамкай (Малый Ичувеем) — река на Дальнем Востоке России. Протекает по территории Чаунского района Чукотского автономного округа. Длина реки — 59 км.
Название в переводе с чукот. Элгыквээмӄэй — «белокаменный ручей».
Берёт исток с южных склонов сопки Эльгуквун, на всём своём протяжении протекает по территории Чаунской низменности, в окружении множества болот и мелких озёр, впадает в Ичувеем слева.
Притоки: Родниковый, Поворотный.
В пойме реки открыто месторождение россыпного золота.